# Raja Club Athletic (basket-ball)
Pour le club omnisports, voir Raja Club Athletic (omnisports).
Maillots
Le Raja Club Athletic,  abrégé en Raja CA ou RCA Basketball (en arabe : نادي الرجاء الرياضي, Nādī ar-Rajāʾ ar-Riyāḍi; en berbère: ⵔⴰⵊⴰ ⵏ ⵜⴷⴷⴰⵔⵜ ⵜⵓⵎⵍⵉⵍⵜ), est un club marocain de basketball fondé le 10 novembre 1975 qui évolue en Division Excellence, sous l'égide de la Fédération royale marocaine de basket-ball. Basée à Casablanca, la section basket-ball est l'une des nombreuses sections du Raja Club Athletic, club omnisports fondé le 20 mars 1949.
Le Raja CA basketball a son siège à Anfa, au centre de Casablanca. L'équipe première joue généralement ses rencontres dans la Salle Hassan El Hires, située à Derb Sultan. Le présidence du club est assuré par Abdellah Meqdad depuis 2018. L'ancien joueur du Raja Mehdi Aboumajd est l'actuel entraîneur depuis 2023.

## Histoire

### Genèse (1975-1998)
En 1975, vingt-six ans après la fondation de la section de football en 1949, un groupe de Rajaouis passionnés de basketball se sont rassemblés à l'occasion de la Marche verte, et ont décidé de créer la section Basket-ball du Raja Club Athletic. Le 10 novembre 1975, le Raja crée officiellement sa première équipe de Basket masculine sous la houlette de Ahmed Afoullous, qui assurera la fonction de président, le docteur Abdeljalil Lahrabli et le pharmacien Mokhtar Aazi, entre autres.
Dès sa création, le club jouait ses rencontres au Stade Ahmed El Gourch (surnommé Stade El Hafra) qui se situe au quartier populaire de Derb Sultan, lieu de création et fief historique du club.

### Génération d'or (1998-2004)
En 1999, le Raja s'adjuge finalement son premier titre en remportant la Coupe du Trône de basketball 1999. Le Raja bat le Maghreb de Fès en finale sur le score de (51-50). Durant la même saison, les aigles verts termineront vice-champion de la Division Excellence, derrière le Fath Union Sport. Au terme de la saison 1999-2000, le Raja quitte la Coupe du Trône en demi-finale en s'inclinant face au Wydad AC.
Après deux ans, le Raja remporta de nouveau la Coupe du Trône et face au même adversaire, le Maghreb de Fès avec un score de (77-68). Toujours sans aucun titre de Championnat, le Raja termine la saison 2002-2003 à la 2e place derrière le Maghreb de Fès, après avoir évincé le Fath Union Sport en demi-finale des play-offs.
Le Raja est une équipe qui a puisé dans ses propres réserves avec des joueurs qui, au fil des années, sont venus renforcer l’équipe première à l'image de Aziz Rafiki, Mounir Bouhlal, Mourad Fenjaoui, Nabil Souari, Mustapha Khalfi, Kamal Lichtaf et Redouane Arazane, et la génération montante menée par des joueurs tels que Adnane Mesaâdia et Khalid Chaïr.
Le 13 novembre 2002, Rachid El Boussairi, figure marquante du comité de la section football, succède à Abdelhak Zaoui, qui a démissionné pour des raisons de santé, à la présidence de a section.
Au terme de la saison 2002-2003 du championnat, le Raja se qualifie d'un groupe qui comptait le Maghreb de Fès et l'Ittihad de Tanger. En coupe, les Verts sortent des demi-finales contre le Maghreb de Fès malgré une victoire au match retour (56-55) après un revers subit à Fès (72-76).
En octobre 2003, le pivot de l'équipe nationale marocaine et du Raja Mourad Fenjaoui quitte le club pour rallier le Championnat bahreïnien.
Durant la saison 2003-2004, le Raja sort des demi-finales de la Coupe du Trône face à l'AS Salé.

### Rouleau compresseur (2004-2008)

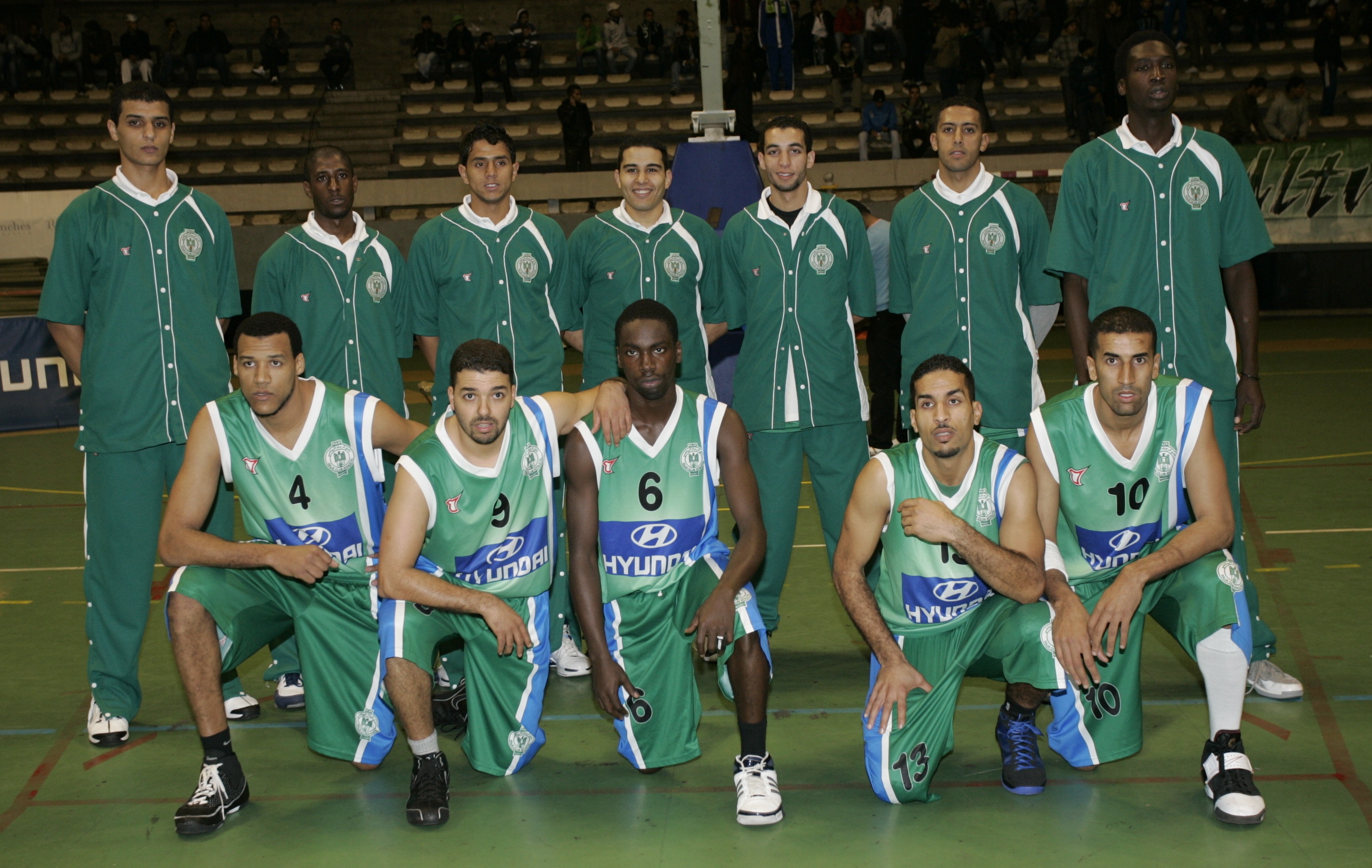
L'équipe du Raja CA en 2008

Le 7 octobre 2004, le comité du Raja présidé par Rachid El Boussairi dépose sa démission à cause du manque de financement de la part du comité directeur, qui regroupe toutes les sections du Raja Club Athletic. En effet, 500 000 dirhams ont été promis à la section basketball, mais elle n'a reçu que 220 000 dirhams, cette somme n'a couvert que le quart du budget dépensé durant la saison 2003-2004. Autre problème, la Salle Mohamed-V fut interdite à l'équipe à plusieurs moments lors de cette saison à cause des arriérés qui se chiffrait à 165 000 dirhams.
Le début de la saison 2004-2005 est marqué par des contraintes financières que le club réussit à surmonter par la suite, notamment grâce au président Abdelhak Zaoui et son comité dirigeant.
En fin de saison, le Raja est enfin sacré Champion du Maroc après des années d'attente. L'équipe termine en effet en 3e place de son groupe avant de battre en demi-finale le Fath Union Sport à l'aller (65-61), comme au retour (56-78). Le Raja se qualifie donc en finale pour rencontrer une autre fois son grand rival, le Maghreb de Fès. Le 9 juillet 2005, et après une finale très serrée qui a égayé le public d'un spectacle de haute facture, le Raja s'impose sur le score de (71-69) et soulève le championnat pour la première fois de son histoire.
Le 7 avril 2006, et après avoir éliminé le COD Meknès, le Tihad AS, puis le Maghreb de Fès en demi-finale (69-56; 70-82), le Raja perd la finale de la Coupe du trône contre l'Ittihad de Tanger (83-72),.
Le 28 avril, le Raja signe sa première participation en compétition internationale au titre de la Coupe arabe des clubs champions de 2006. Les Verts inaugurent leur campagne arabe par deux victoires, une face aux Libyens du Al Shabab Al Arabi (63-47) et l'autre contre les Omanais du Al Nazwa (108-39) avant s'incliner face à l'AS Salé (67-59). L'équipe accède au deuxième groupe qu'elle termine en deuxième position derrière Al-Ittihad Jeddah (en) avant de sortir le 5 mai des demi-finales face au futur champion, le Riyadi Club Beyrouth. Le Raja s'emparera de la troisième place en battant le Al Kuwait SC (en) (77-72).
Le 24 juin, le Raja se rend au Complexe sportif Moulay Abdallah avec comme mission la défense de son titre de championnat, en disputant la finale face à l'Ittihad de Tanger à nouveau. Les Tangérois ont notamment pu compter sur le soutien de leur public venu en masse, car ayant bénéficié d'une bonne organisation de leur comité. Mené au score (70-69) à une poignée de secondes du coup de sifflet final, le Raja obtint deux tirs francs, les marqua et ajouta même un panier de plus, lui conférant une avance de 3 points. Le match a été suivi par des actes de hooliganisme de la part de quelques supporters tangérois. Cette victoire (73-70) permet aux coéquipiers de Mourad Fenjaoui de se racheter auprès des supporters après leur défaite en finale de la Coupe du trône face à la même équipe.
Le 9 mars 2007, le Raja est éliminé des quarts de finale de la Coupe du trône des mains du Maghreb de Fès (59-67; 62-64).

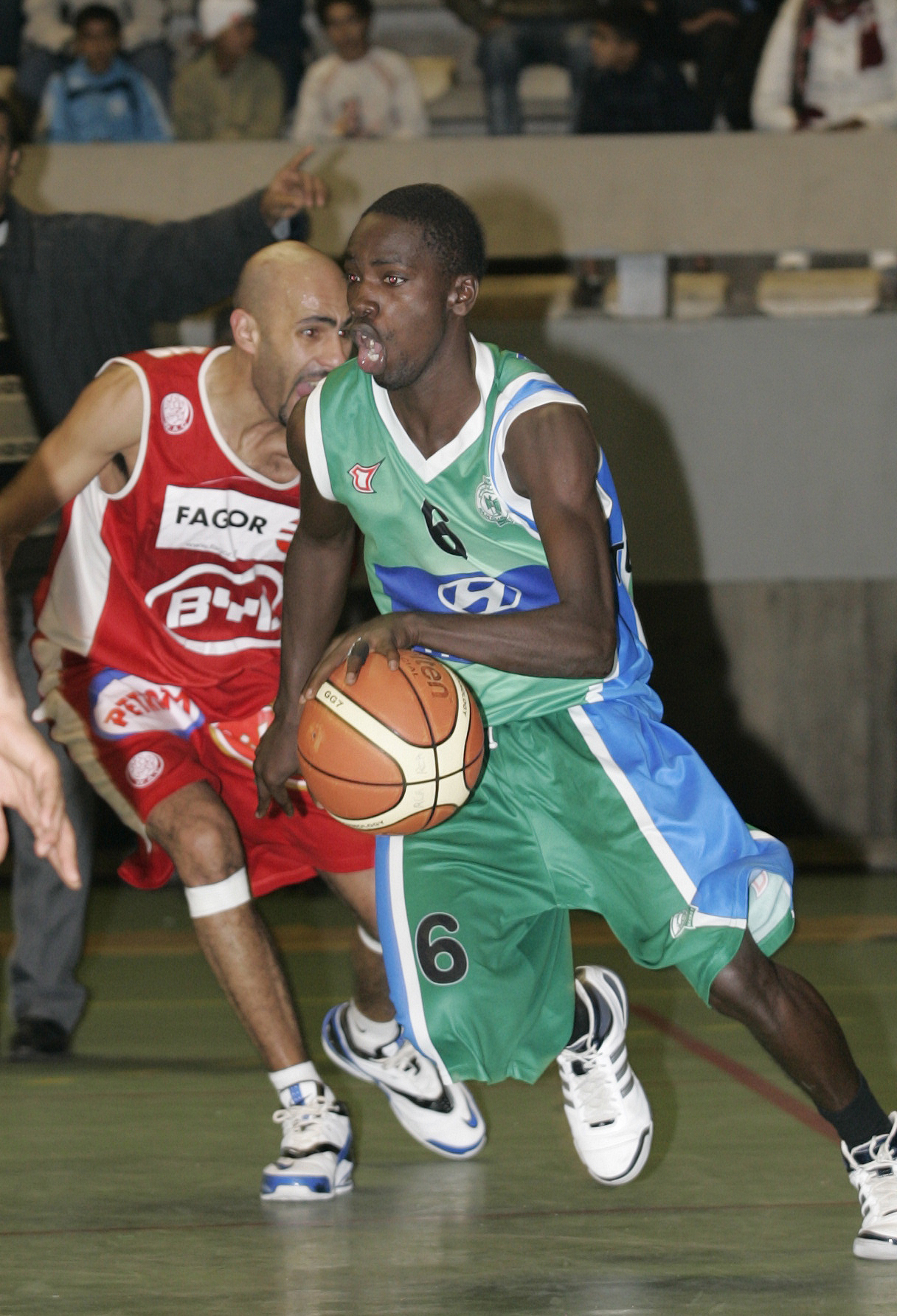
Le Derby opposant le Raja CA au Wydad AC en 2008

Le 10 mai, le Raja débute sa deuxième campagne internationale en battant les Syriens du Al-Ittihad SC (en) (76-66) au titre de la phase de poules de la Coupe arabe des clubs champions de 2007. Une défaite controversée contre Al Kuwait SC (en) (81-79) est vite rattrapée par une démonstration face à Al-Maktaba du Soudan (121-67). Le suite est cependant moins glorieuse puisque le Raja est éliminé au tour suivant à cause d'une dernière place dans un groupe qui comptait le Gezira SC, Al-Ahli Jeddah (en) et le Riyadi Club Beyrouth, futur champion. Ces bons résultats commencent de plus en plus à attirer les supporters Rajaouis dont un grand nombre préféraient assister aux rencontres de la section de football.
Les play-offs du championnat 2006-2007 débouchent sur un groupe extrêmement serré comptant le Raja CA, le Maghreb de Fès et le Fath Union Sport, où chaque équipe remportent deux victoires et subit deux défaites. C'est la légère différence de points qui départage entre les trois; le Maghreb de Fès se classe premier (+4), le Fath Union Sport deuxième (+1) puis la dernière place revient à son grand malheur au Raja avec une différence de points de (-4).
Quelque temps après, le Raja remporte la première édition du Tournoi Mansour Lahrizi, organisée par la Fédération royale marocaine de basket-ball à l'honneur de Mansour Lahrizi, grande figure du sport national et membre fondateur des fédérations marocaines de basket-ball, de handball, de volley-ball et de la Confédération africaine d'athlétisme, qui est décédé le 19 octobre 2006.
Au titre de la Coupe du trône 2007-2008, le Raja vient à bout de l'Ittihad de Tanger en remontant de justesse la défaite de la manche aller (68-67) lors de celle du retour (82-73). Les demi-finales opposeront les deux géants de la capitale économique qui seront aux prises pour une place en finale. Mais le Raja surclasse assez facilement le Wydad AC à l'aller (80-56), comme au retour (72-70). Le 19 avril 2008, et après une finale mal négociée, la première officiée par une femme arbitre Nezha Hanafi, le Raja s'incline face au Maghreb de Fès sur le score de (79-66). C'est la deuxième finale perdue par les Verts après celle de 2006.
En championnat, après avoir fini deuxième du classement de la saison régulière, le Raja sort amèrement des play-offs d'un groupe qui comptait le Wydad AC et le Maghreb de Fès. Chaque équipe compte à son actif deux victoires et deux défaites, la différence de points départage entre les trois; le Maghreb de Fès se classe premier (+8), le Wydad AC deuxième (+1) puis le Raja en dernière place (-7).

### Malchance (2008-2011)
En avril 2009, le Raja participe, en compagnie du Wydad AC et de l'AS Salé, à la 2e édition du Tournoi international de Salé. Le Raja essuie deux défaites contre les algériens du GS Pétroliers (74-56) et le futur champion l'AS Salé (74-62) et sort des poules.
Au compte de la Coupe du trône 2008-2009, le Raja élimine le Kénitra AC et le Amal Essaouira avant de sortir de justesse de demi-finale face au Maghreb de Fès (58-62; 73-72). En championnat, le Raja atteint les demi-finales avant de sortir face à l'AS Salé (74-78; 49-75). L'équipe perd le match de consolation face au Fath Union Sport (65-58) et termine en 4e position. À l'été 2009, l'entraîneur le plus titré de l'histoire du club Bouchaïb El Guerch quitte l'équipe avec plusieurs joueurs piliers tels Mourad Fenjaoui, Redouane Arazane et Mounir Bouhlal.
Même scénario pour l'édition suivante du championnat, le Raja termine les play-offs en 2e place derrière le futur champion l'AS Salé à qui il inflige sa seule défaite (87-73). Les Verts sont ensuite éliminés une deuxième fois de suite face au Maghreb de Fès en demi-finale (54-79; 76-97). En Coupe du trône, le Raja ne fait pas mieux que la saison précédente, et sort des quarts de finale face à l'AS Salé (71-85; 66-81). Cette saison a également connu la consécration des cadets au championnat du Maroc, alors que les minimes et les espoirs ont occupé respectivement la 2e et la 3e place des championnats nationaux.
Le 14 septembre 2010, l'assemblée générale débouche sur la démission de Hamid Zaoui pour des raisons personnelles, et l'élection à l'unanimité de son frère Abdelhak Zaoui, qui est alors appelé à former son comité dans le plus bref des délais.
Au terme de la saison 2010-2011, et après avoir terminé premier des play-offs ex æquo avec l'AS Salé, le Raja est éliminé du championnat en demi-finale face au Wydad AC malgré une victoire à l'aller (72-65: 63-82). Les Verts battent le Chabab Rif Hoceima (99-58) et terminent en 3e place.
En coupe, le Raja élimine successivement le RTS Tanger (89-82), le Maghreb de Fès (73-67: 72-61) et le Chabab Rif Hoceima en demi-finale (79-84: 74-57). Le 30 avril 2011 dans la Salle Ibn Yassine, le Raja perd la finale face à l'AS Salé (72-68).

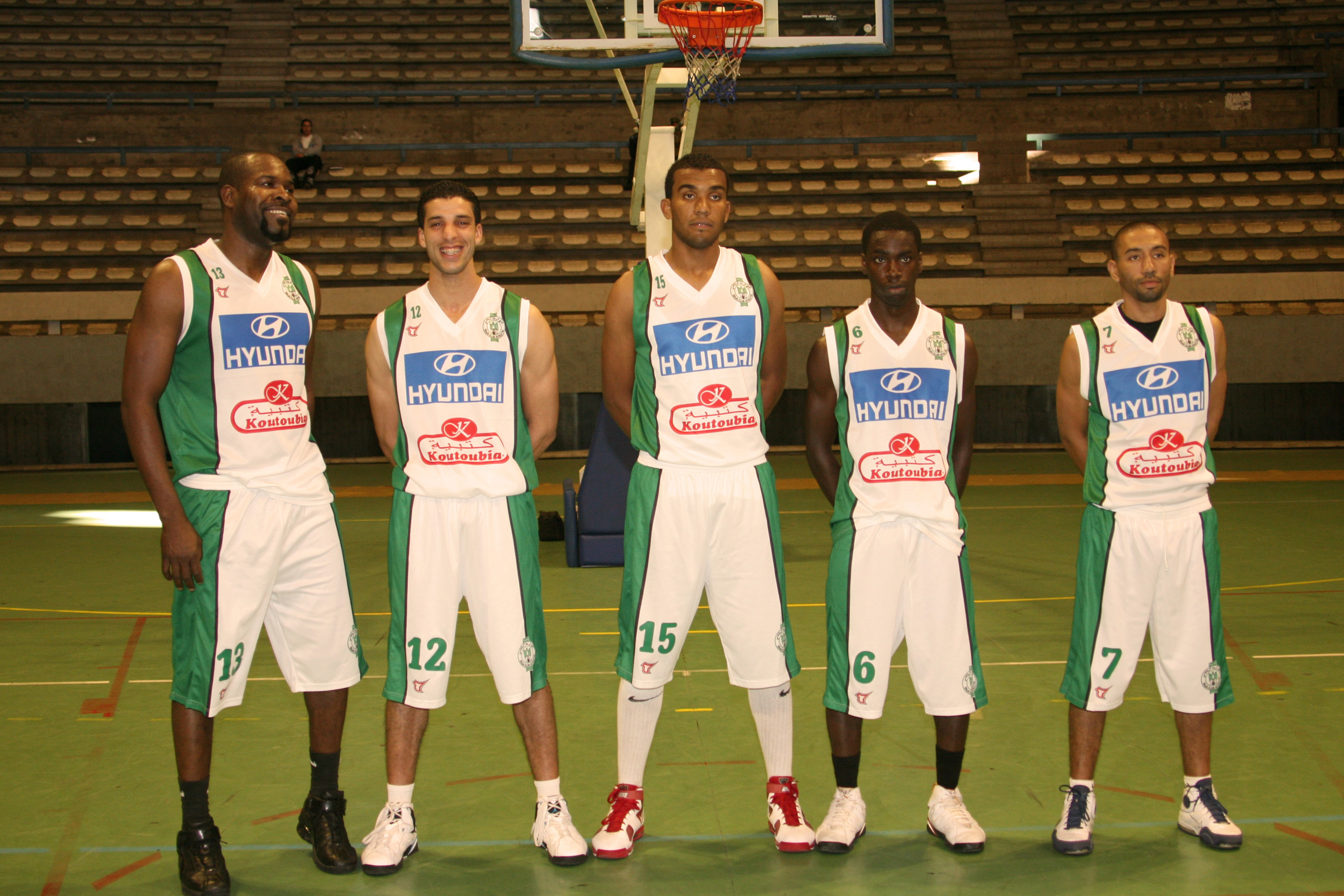
L'équipe du Raja CA en 2009

### Crise (2011-2018)
En 2011-2012, le Raja est victime de plusieurs problèmes financiers à la suite de la mauvaise gestion du club de la part de la direction du président Noureddine Belloubad, le centre d'entraînement de l'équipe est négligé, les supporters et les ultras boycottent les matchs du basketball. Après une saison catastrophique, le Raja est relégué en Première division en terminant dernier au classement général. En coupe, le Raja est éliminé dès les huitièmes de finale face au Sport Plazza (52-42).
Il a fallu deux saisons pour que le Raja retrouve de nouveau la Division Excellence. En fin de saison 2013-2014, le Raja termine en tête du classement en dominant successivement l’Olympique de Khouribga (90-54), le Kawkab de Marrakech (53-45) et le Rapide Club d'Oued-Zem (90-50) . L'équipe remporte la Première division en battant Maghreb de Rabat en finale (62-52),.
Secoué par une profonde crise administrative, l'équipe ne se maintient en Division Excellence que la saison 2014-2015, et retourne aussitôt en Première division. Au terme de la saison 2016-2017, le Raja est relégué pour la première fois de son histoire en Deuxième division à cause de grands problèmes financiers. Mais les tourmentes semblent loin d'être finis, car l'équipe va encore chuter de division pour se retrouver en Troisième division au terme de la saison 2017-2018.

### Retour en division Excellence (depuis 2018)
Sous la présidence d'Abdellatif Meqdad, l'année 2018 connaîtra le retour du Raja CA à la Deuxième division et la fin d'une période de chute catastrophique qui a duré plusieurs saisons. L'équipe termine en effet à la tête de son groupe lors de la première phase et lors des playoff. Le 27 juillet 2018 à la Salle Abderrahmane Bouânane, le Raja joue la demi-finale des barrages contre le Majd Tanger Basket-ball, et s'incline sur le score de (63-44). L'équipe figure cependant parmi le top 4 et remonte en deuxième division.
Au titre de la saison 2019-2020, le Raja termine en deuxième position de son groupe derrière le Tihad Athletic Sport. En février 2021, le club remonte en Première division.
Le 12 février à Rabat, la Fédération royale marocaine de basket-ball effectue le tirage au sort de la Division Excellence et de la Première division, après une période d'inactivité entre 2018 et 2020 en raison d'une grande crise administrative au sein de la fédération et accessoirement, de la pandémie de Covid-19. Le début des compétitions est prévue pour le 27 février 2021.
Le 13 février, le club signe un contrat de sponsoring avec la filiale marocaine de la multinationale portugaise d'agroalimentaire Compal. Le président Abdellatif Meqdad profite de l'occasion pour présenter son nouveau comité directeur composé de douze membres.
Le 19 juillet 2021, le Raja fait son grand retour dans la Division Excellence après avoir dominé les groupes des deux phases de play-offs. Après une défaite en demi-finale contre l'Athletic Ben Snassen (52-45), les Verts ne tremblent pas et valident leur billet de montée en battant le Amal Essaouira (82-66) aux barrages, qui s'était classé avant-dernier de la Division Excellence au terme de la saison 2020-2021.
Le 24 octobre 2022, l'équipe espoir remporte le championnat national de basketball en battant le Wydad AC en finale sur le score de (75-50) dans la Salle El Bouâzzaoui.

## Palmarès
| Compétitions nationales | Compétitions internationales                          | Compétitions amicales                                                  |
| --- | ----------------------------------------------------- | ---------------------------------------------------------------------- |
| - Division Excellence (2) - Champion en 2005 et 2006. - Vice-champion en 1998, 1999 et 2003. - 3e en 2011 - Coupe du trône (2) - Vainqueur en 1999 et 2001. - Finaliste en 2006, 2008 et 2011. - Première Division (1) - Champion en 2014. - Deuxième Division (1) - Champion en 2020. | - Coupe arabe des clubs champions - 3e place en 2006. | - Tournoi Mansour Lahrizi (1) - Vainqueur en 2007. - 3e place en 2009. |

## Personnalités

### Présidents
| Rang | Nom                    | Période                      |
| ---- | ---------------------- | ---------------------------- |
| 1    | Ahmed Afoullous        | 1975-1985                    |
| 2    | Dr Abdeljalil Lahrabli | 1985-1992                    |
| 3    | Omar Yacoubi           | 1992-1996                    |
| 4    | Zakaria Farès          | 1996-1996                    |
| 5    | Mohamed Ouafiq         | 1996-1998                    |
| 6    | Mohamed Moussatef      | 1998-2000                    |
| 7    | Abdelhak Zaoui         | 2000-novembre 2002           |
| 8    | Rachid El Boussairi    | novembre 2002-octobre 2004   |
| 9    | Hamid Zaoui            | novembre 2004- juin 2006     |
| -    | Abdelhak Zaoui         | juin 2006- septembre 2010    |
| -    | Hamid Zaoui            | septembre 2010-octobre 2012  |
| 10   | Noureddine Belloubad   | octobre 2012- septembre 2018 |
| 11   | Abdellatif Meqdad      | depuis septembre 2018        |

### Entraîneurs
- Ibrahim El Gourch
- Bouchaïb El Gourch
- Mohamed El Azhari
- Abdelaziz Rafiki
- Hassan Benkhadouj

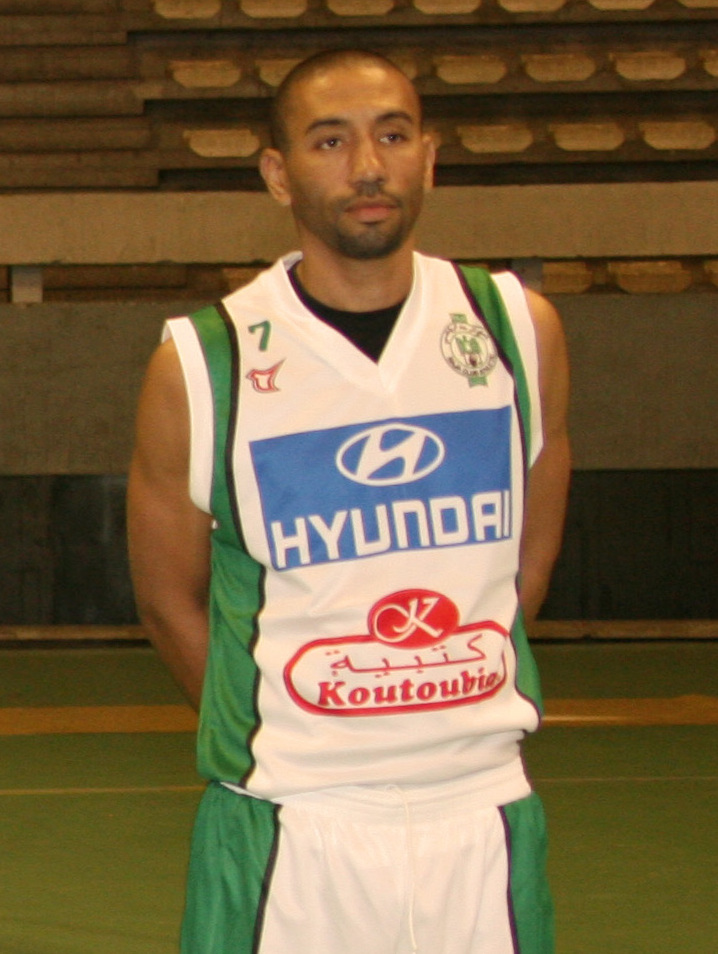
Redouane Arazane, entraîneur du Raja CA entre 2018 et 2023 (ici sous les maillots du club en 2009)

- Mourad El Fenjaoui (2016-2018)
- Redouane Arazane (2018-2023)
- Rachid Yatribi (2023)
- Mehdi Aboumajd (Depuis 2023)

### Joueurs emblématiques (Période d’or 1998-2011)
- Hicham Amrallah
- Aziz Rifki
- Mustapha Tazeroualt
- Mustapha El Khalfi
- Mounir Bouhlal
- Kamal Lichtaf
- Abderrahim Najah
- Mourad Fanjaoui
- Oussama Rachid
- Karim Ayadi
- Khalid Chaïr
- Amadou Dialou
- Khadre Ndiaye
- Doudou Tiam Ndiay
- Chancelvie Motopenza
- Adnane Msadia
- Said Meshal
- Redouane Arazane
- Abdennour Hsikou
- Saïd Aït Naceur
- Abdelmajid Fadile
- Abouzaïr
- Rachid Alouane
- Saïd El Fath
- Mohamed El Hanouni

## Infrastructures

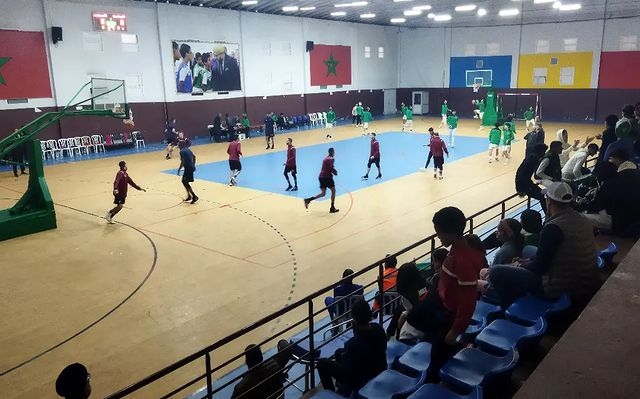
La Salle Hassan El Hires

Les rencontres de l'équipe A sont généralement joués dans la Salle Hassan El Hires sauf quelques matchs à fortes affluences, à l'image du Derby de Casablanca, qui sont délocalisés dans la Salle Mohammed V.
Le club possède également une école de jeunes qui travaille sur la formation de plusieurs catégories d'âge de 6 à 18 ans qui effectuent leurs entraînements à la Salle Bouchentouf à Derb Sultan, ou à la Salle Ibrahim El Gourch.

## Section féminine
La section basketball du Raja CA compte aussi des catégories féminines de jeunes dont le but de former une équipe A compétitive. Avant son forfait général en 2014, l'équipe féminine évoluait dans la première et deuxième division du Championnat marocain, leur dernière saison en élite était celle de 2013-2014. Elle avait atteint les huitièmes de finale de la Coupe du Trône en 2005 et 2014.
Le 10 août 2023, les dames du basketball remportent le championnat de deuxième division et remontent en Première division en battant l'AS Lixus Larache en finale (60-39). La même équipe a également remporté le championnat national des moins de 19 ans un mois avant, conservant le titre gagné par les garçons la saison précédente.

### Palmarès
| Compétitions nationales                                                                  |
| ---------------------------------------------------------------------------------------- |
| - Deuxième division (1) - Champion en 2023 - Championnat national U19 - Champion en 2023 |